# Pietro Fiordelli

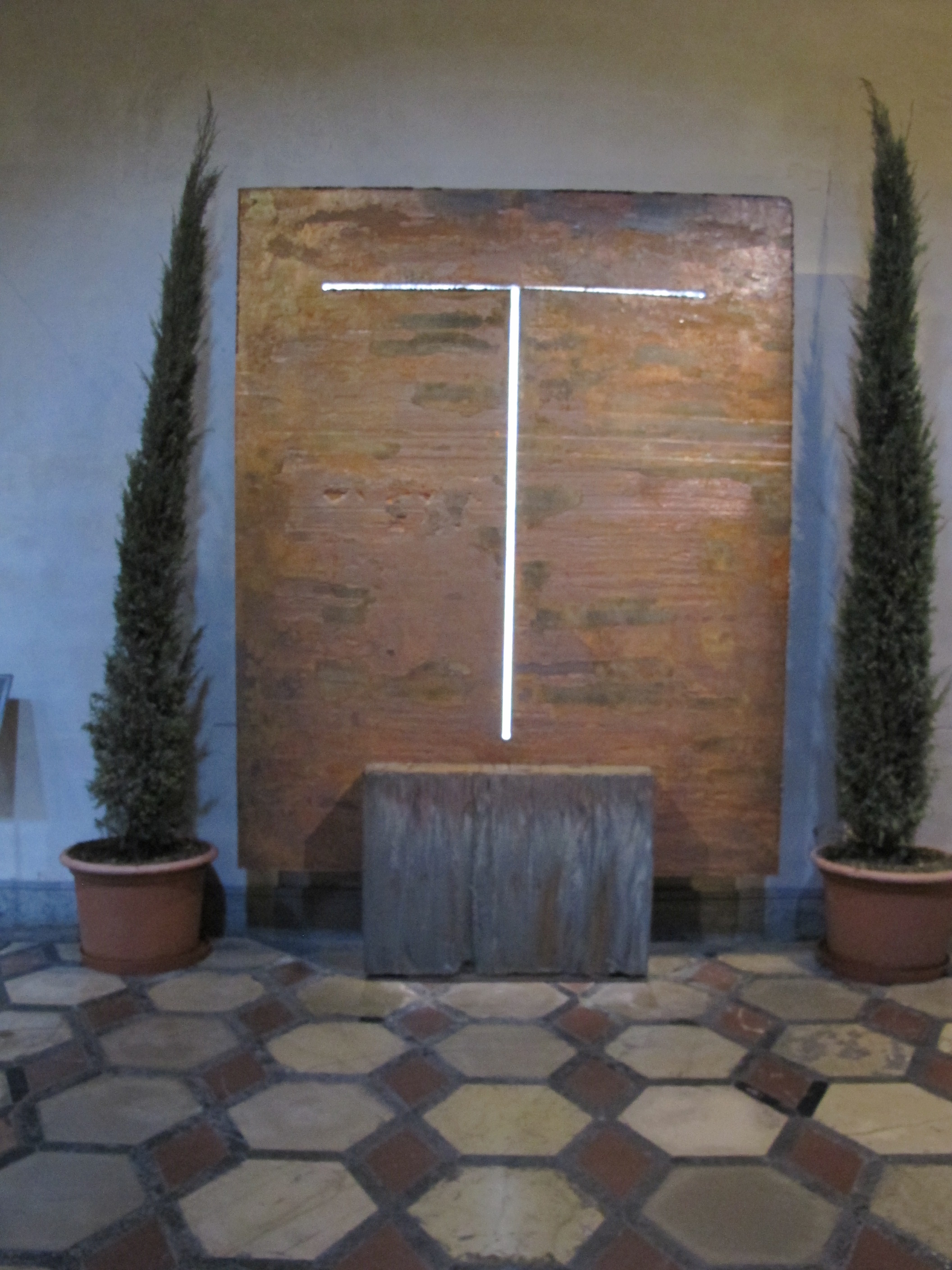
Grab

Pietro Fiordelli (* 9. Januar 1916 in Città di Castello; † 23. Dezember 2004 in Prato) war Bischof von Prato.

## Leben
Pietro Fiordelli empfing am 6. November 1938 die Priesterweihe. Pius XII. ernannte ihn am 7. Juli 1954 zum Bischof von Prato.
Der Bischof von Città di Castello, Filippo Maria Cipriani, weihte ihn am 3. Oktober desselben Jahres zum Bischof; Mitkonsekratoren waren Beniamino Ubaldi, Bischof von Gubbio, und Mario Longo Dorni, Bischof von Pistoia.
Er nahm an der allen Sitzungsperioden des Zweiten Vatikanischen Konzils teil. Am 7. Dezember 1991 nahm Papst Johannes Paul II. seinen altersbedingten Rücktritt an.